# Alberto di Schwarzburg-Rudolstadt
Alberto di Schwarzburg-Rudolstadt (Rudolstadt, 30 aprile 1798 – Rudolstadt, 26 novembre 1869) fu principe sovrano di Schwarzburg-Rudolstadt dal 1867 fino alla sua morte.

## Biografia
Alberto nacque a Rudolstadt, secondo figlio maschio del principe regnante Luigi Federico II e di sua moglie, la langravia Carolina Luisa di Assia-Homburg (1771-1854).
Ancora molto giovane, Alberto fu ospite di Luigi Ferdinando di Prussia al Castello di Heidecksburg dal 7 al 9 ottobre 1806 dove iniziò ad acquisire una certa passione per la vita militare, ma assieme a sua madre venne ben presto trasferito per motivi di sicurezza dapprima a Frankenhausen e poi a Kassel.
Suo padre morì il 28 aprile 1807 e suo fratello Federico Günther gli succedette come principe regnante, mentre Alberto diventò erede presuntivo. La langravia Carolina rivestì il ruolo di reggente per il fratello Federico Günther sin quando quest'ultimo non raggiunse la maggiore età nel 1814. Nel 1810 Alberto assieme al fratello venne inviato a Ginevra per compiere i propri studi per un anno.
Affiliatosi all'esercito prussiano, nel 1814/15 il principe Alberto prese parte alla guerra contro Napoleone e ricevette dal regno di Prussia la Croce di Ferro di II classe oltre al grado di sottotenente. Durante queste esperienze belliche ebbe modo di servire sotto il tenente generale Ludovico d'Assia-Homburg, suo zio, presenziando sovente alla corte prussiana.
A seguito della morte del fratello Federico Günther il 28 giugno 1867 Alberto succedette al fratello come Principe invece del nipote Sizzo di Leutenberg che era nato da un matrimonio morganatico. I suoi due anni di regno precedettero la sua morte a Rudolstadt. Gli succedette il figlio Giorgio.

## Matrimonio ed eredi
Alberto, il 26 luglio 1827 al castello di Schönhausen, sposò la principessa Augusta di Solms-Braunfels (1804-1865), figlia di Federico Guglielmo di Solms-Braunfels e di Federica di Meclemburgo-Strelitz. Dall'unione nacquero quattro figli:
- Carlo Günther (nato e morto nel 1828);
- Elisabetta (1833-1896), sposò Leopoldo III, Principe di Lippe;
- Giorgio (1838-1890);
- Ernesto Enrico (nato e morto nel 1848).

## Albero genealogico
|                                             |                             |                                                | Genitori                                       |  |  | Nonni |  |  | Bisnonni                                   |  |  | Trisnonni                                  |  |
|                                             |                             |                                                |                                                |  |  |       |  |  | Luigi Günther II di Schwarzburg-Rudolstadt |  |  | Luigi Federico I di Schwarzburg-Rudolstadt |  |
|                                             |                             |                                                |                                                |  |  |       |  |  | Luigi Günther II di Schwarzburg-Rudolstadt |  |  | Luigi Federico I di Schwarzburg-Rudolstadt |  |
|                                             |                             | Anna Sofia di Sassonia-Gotha-Altenburg         |                                                |  |  |       |  |  | Luigi Günther II di Schwarzburg-Rudolstadt |  |  |                                            |  |
| Federico Carlo di Schwarzburg-Rudolstadt    |                             |                                                |                                                |  |  |       |  |  | Luigi Günther II di Schwarzburg-Rudolstadt |  |  |                                            |  |
|                                             |                             | Enrichetta di Reuss-Untergreiz                 | Enrico VIII di Reuss-Untergreiz                |  |  |       |  |  |                                            |  |  |                                            |  |
|                                             |                             | Enrichetta di Reuss-Untergreiz                 | Enrico VIII di Reuss-Untergreiz                |  |  |       |  |  |                                            |  |  |                                            |  |
|                                             |                             | Enrichetta di Reuss-Untergreiz                 | Sofia Elisabetta di Stolberg-Werningerode      |  |  |       |  |  |                                            |  |  |                                            |  |
| Luigi Federico II di Schwarzburg-Rudolstadt |                             | Enrichetta di Reuss-Untergreiz                 |                                                |  |  |       |  |  |                                            |  |  |                                            |  |
|                                             |                             | Giovanni Federico di Schwarzburg-Rudolstadt    | Federico Antonio di Schwarzburg-Rudolstadt     |  |  |       |  |  |                                            |  |  |                                            |  |
|                                             |                             | Giovanni Federico di Schwarzburg-Rudolstadt    | Federico Antonio di Schwarzburg-Rudolstadt     |  |  |       |  |  |                                            |  |  |                                            |  |
|                                             |                             | Giovanni Federico di Schwarzburg-Rudolstadt    | Sofia Guglielmina di Sassonia-Coburgo-Saalfeld |  |  |       |  |  |                                            |  |  |                                            |  |
| Federica di Schwarzburg-Rudolstadt          |                             | Giovanni Federico di Schwarzburg-Rudolstadt    |                                                |  |  |       |  |  |                                            |  |  |                                            |  |
|                                             |                             | Bernardina Cristiana di Sassonia-Weimar        | Ernesto Augusto I di Sassonia-Weimar           |  |  |       |  |  |                                            |  |  |                                            |  |
|                                             |                             | Bernardina Cristiana di Sassonia-Weimar        | Ernesto Augusto I di Sassonia-Weimar           |  |  |       |  |  |                                            |  |  |                                            |  |
|                                             |                             | Bernardina Cristiana di Sassonia-Weimar        | Eleonora Guglielmina di Anhalt-Köthen          |  |  |       |  |  |                                            |  |  |                                            |  |
| Alberto di Schwarzburg-Rudolstadt           |                             | Bernardina Cristiana di Sassonia-Weimar        |                                                |  |  |       |  |  |                                            |  |  |                                            |  |
|                                             | Federico IV d'Assia-Homburg | Casimiro Guglielmo d'Assia-Homburg             |                                                |  |  |       |  |  |                                            |  |  |                                            |  |
|                                             | Federico IV d'Assia-Homburg | Casimiro Guglielmo d'Assia-Homburg             |                                                |  |  |       |  |  |                                            |  |  |                                            |  |
|                                             | Federico IV d'Assia-Homburg | Cristina Carlotta di Solms-Braunfels           |                                                |  |  |       |  |  |                                            |  |  |                                            |  |
| Federico V d'Assia-Homburg                  | Federico IV d'Assia-Homburg |                                                |                                                |  |  |       |  |  |                                            |  |  |                                            |  |
|                                             |                             | Ulrica Luisa di Solms-Braunfels                | Federico Guglielmo di Solms-Braunfels          |  |  |       |  |  |                                            |  |  |                                            |  |
|                                             |                             | Ulrica Luisa di Solms-Braunfels                | Federico Guglielmo di Solms-Braunfels          |  |  |       |  |  |                                            |  |  |                                            |  |
|                                             |                             | Ulrica Luisa di Solms-Braunfels                | Sofia Maddalena di Solms-Laubach               |  |  |       |  |  |                                            |  |  |                                            |  |
| Carolina Luisa di Assia-Homburg             |                             | Ulrica Luisa di Solms-Braunfels                |                                                |  |  |       |  |  |                                            |  |  |                                            |  |
|                                             |                             | Luigi IX d'Assia-Darmstadt                     | Luigi VIII d'Assia-Darmstadt                   |  |  |       |  |  |                                            |  |  |                                            |  |
|                                             |                             | Luigi IX d'Assia-Darmstadt                     | Luigi VIII d'Assia-Darmstadt                   |  |  |       |  |  |                                            |  |  |                                            |  |
|                                             |                             | Luigi IX d'Assia-Darmstadt                     | Carlotta di Hanau-Lichtenberg                  |  |  |       |  |  |                                            |  |  |                                            |  |
| Carolina d'Assia-Darmstadt                  |                             | Luigi IX d'Assia-Darmstadt                     |                                                |  |  |       |  |  |                                            |  |  |                                            |  |
|                                             |                             | Carolina del Palatinato-Zweibrücken-Birkenfeld | Cristiano III del Palatinato-Zweibrücken       |  |  |       |  |  |                                            |  |  |                                            |  |
|                                             |                             | Carolina del Palatinato-Zweibrücken-Birkenfeld | Cristiano III del Palatinato-Zweibrücken       |  |  |       |  |  |                                            |  |  |                                            |  |
|                                             |                             | Carolina del Palatinato-Zweibrücken-Birkenfeld | Carolina di Nassau-Saarbrücken                 |  |  |       |  |  |                                            |  |  |                                            |  |
|                                             |                             | Carolina del Palatinato-Zweibrücken-Birkenfeld |                                                |  |  |       |  |  |                                            |  |  |                                            |  |